# Crataegus erythrocarpa
Crataegus erythrocarpa es una especie de planta del género Crataegus, perteneciente a la familia Rosaceae.

## Taxonomía
Crataegus erythrocarpa fue descrita por William Willard Ashe en 1900.

## Distribución
Se encuentra en el territorio de Carolina del Norte.